# Жив-був пес
«Жив-був пес» (рос. Жил-был пёс) — радянський анімаційний фільм режисера Едуарда Назарова, створений студією Союзмультфільм за мотивами української народної казки «Сірко» в 1982 році.

## Сюжет
Настав час, коли підстаркуватий сторожовий Пес став нікому не потрібний, і господарі вирішують прогнати його з двору. Останньою краплею, що переповнила чашу їхнього терпіння, стало те, що Пес спав і не здійняв тривогу, коли в хату забрався крадій. На допомогу Псові, який поневірявся лісом і вже був ладен удавитися, приходить його колишній недруг — Вовк. Лісовий хижак допомагає Псові продемонструвати господарям свою потрібність: він інсценує викрадення хазяйського немовляти, а Пес удає, ніби переміг Вовка і врятував малюка. У нагороду за порятунок дитини Пса з почестями повертають на двір, де він відтоді стає почесним мешканцем.
Відчуваючи себе в боргу перед Вовком, Пес знаходить спосіб віддячити товаришеві за добро: коли взимку господарі влаштовують весілля дочки, Пес заводить Вовка до хати і щедро частує його стягненими з хазяйського столу стравами. Розімлілий від рясного частування Вовк хоче співати. Якраз у цей час хтось із гостей затягує Голубів, і Вовк починає голосно підвивати, чим видає себе. Гості, зрозумівши, що під столом бозна звідки узявся вовк, збираються розправитися з ним, але Пес «виганяє» Вовка з хати і таким чином рятує його. Вовк дякує Псові за частування, і друзі прощаються, після чого Вовк, ідучи з обійстя до лісу, черевом зносить шмат хазяйського плоту на своєму шляху. І хоч як важко йому говорити, не забуває засвідчити добрі почуття до товариша, залежного від людської непевної вдачі: «Ти заходь, коли що…»

## Над фільмом працювали
- Автор сценарію та режисер: Едуард Назаров;
- Художник-постановник: Алла Горєва;
- Художники-мультиплікатори: Анатолій Абаренов, Ельвіра Маслова, Наталія Богомолова, Сергій Дьожкін, Володимир Зарубін, Марина Восканьянц;
- Оператор: Михайло Друян;
- Звукооператор: Борис Фільчиков;
- Редактори: Раїса Фричинська, Олена Михайлова;
- Директор знімальної групи: Нінель Липницька.
- Ролі озвучували:
  - Георгій Бурков — Пес
  - Армен Джигарханян — Вовк

## Нагороди
- I місце — V Міжнародний кінофестиваль казкових фільмів, Оденсе, Данія, 1983.
- Спеціальний приз журі — Аннесі, Франція, 1983.

## Музика
У мультфільмі звучать три українські народні пісні: жартівлива «Та косив батько, косив я», балада «Ой там на горі», петрівка «Ой до бору стежечка» (у стрічці звучить з третьої строфи – «Щоб до мене соловей прилітав») та фрагмент танцю «Ой лопнув обруч».
У титрах не вказані джерела цих записів. Це породило багато неправдивої інформації щодо музики, використаної у мультфільмі.  Зокрема, тривалий час вважалося, що в мультику звучать записи відомого автентичного фольклорного ансамблю із села Крячківка Пирятинського району Полтавської області. Про це йдеться у багатьох засобах масової інформації. Хоча у жодному інтерв’ю режисера Е. Назарова підтвердження цієї версії нема.
Усі знавці репертуару й особливого виконавського стилю ансамблю з Крячківки одразу ж можуть визначити на слух абсолютну відмінність між оригінальними записами ансамблю 70-80-их рр. та звуковою доріжкою з мультфільму. На думку фахівців, «ансамбль майстрів» з Крячківки 80-их років вирізнявся характерними й неповторними тембрами голосів, особливою (крячківською) фактурою і рідкісною злагодженістю звучання, завдяки багатолітній «зіспіваності» учасників гурту. Зокрема, виконавський стиль Крячківки можна почути у відомому фільмі Ніни Жежери "Ой у полі древо". До того ж, крячківський варіант балади про голуба і голубку за мелодичними зворотами, фактурою й голосоведенням відрізняється від пісні, яка звучить у мультфільмі «Жив-був пес».
Зі слів Е. Назарова, у 1980-му році, під час перебування у Києві, магнітофонну бобіну з копіями фонозаписів пісень Полтавської області йому подарували співробітники Інституту мистецтвознавства, фольклористики та етнографії ім. М. Т. Рильського, до яких режисер звернувся по допомогу: «У Києві, в Інституті етнографії та фольклору при Українській академії наук я зіткнувся із двома Сергіями – молодими хлопцями. Один – українець, другий росіянин. У першого вуса були уп’ятеро більше моїх – майже по груди. Я розповів їм про свою проблему: «Шукаю музику для фільму». Не хотів використовувати академічну, тим паче оркестрову, оскільки все відбувається «на землі». Хлопці з Інституту етнографії притягли величезну котушку для професійного магнітофона і віддали мені її безоплатно. Я кажу: “Треба би якось розплатитися…”. “Да ти що, сказивсь, чи що?! Буде добрий фільм, тож i нам буде добре!» . Виявилося, що Назаров звернувся до інженерів ІМФЕ Сергія Ципляєва та Сергія Каушана. На подарованій бобіні були не автентичні записи пісень Полтавщини, а запис репетиції студентського фольклорного ансамблю Київської консерваторії, у якому співали обидва Сергії та дружина Сергія Каушана Валентина Пономаренко. Вони були одними із перших учасників київського гурту «Древо» під керуванням Євгена Єфремова.
У мультфільмі «Жив-був пес» використано записи радіоконкурсу "Золоті ключі", який проводився на Українському радіо у 1980-90-х роках.
Пісню «Та косив батько, косив я» виконує ансамбль із села Солониця Лубенського району Полтавської області. Запис звучав у передачі «Золоті ключі» 27 травня 1981 року. Ведуча Г. Верховинець в ефірі Радіо представила колектив так: «Хор-ланка героя соціалістичної праці Ніни Мороз із села Солониця Лубенського району Полтавської області». Склад ансамблю, від якого записано пісні для «Золотих ключів» і який співає у мультфільмі: Сластієнко Любов Іванівна 1922 р.н. (керівник), Мороз Ніна Павлівна 1930 р.н. (ланкова), Костенко Надія Овсіївна 1918 р.н. (заспівувачка), Худяк Ганна Терентіївна 1922 р.н. (виводчиця), Ющенко Катерина Степанівна 1916 р.н., Захарченко Анастасія Трофимівна 1925 р.н., Базя Катерина Олексіївна 1925 р.н., Корніяченко Євдокія Гаврилівна 1926  р.н., Моринець Марія Андріївна 1926 р.н., Радченко Параска Кузьмівна 1932 р.н., Дорошенко Надія Луківна 1930 р.н., Ягодка Софія Йосипівна 1930 р.н., Макарова Надія Пантелеймонівна 1931 р.н., Лукаш Надія Іванівна 1934 р.н. Сучасне виконання ансамблем цієї знаменитої пісні було записано для проекту "Поліфонія".
Пісню "Ой там на горі" виконує ансамбль із села Ісківці Лубенського району Полтавської області. Запис звучав у передачі "Золоті ключі" 29 жовтня 1981 року. Ведуча Галина Верховинець зробила помилку у назві села і представила баладу як «пісню хора-ланки із села Іски Лубенського району Полтавської області». Хоча ансамбль мав відношення до сільського клубу села Пулинці (поряд із Ісківцями). Склад ансамблю, який співав для «Золотих ключів» і який звучить у мультфільмі : Галіченко Віра Панасівна 1937 р.н. (заспівувачка), Синько Ганна Іванівна 1932 р.н. (виводчиця), Синько Антоніна Панасівна 1928 р.н., Мороз Ганна Панасівна 1933 р.н., Івахненко Ганна Назарівна 1930 р.н., Шкарбай Парасковія Назарівна, 1933 р.н., Сергієнко Віра Степанівна 1928 р.н., Сергієнко Марія Іванівна 1930 р.н., Мироненко Віра Антонівна 1937 р.н., Потоцька Любов Іванівна 1933 р.н., Бендрик Катерина Петрівна 1930 р.н., Курочка Антоніна Кирилівна 1938 р.н., Котубей Ганна Петрівна, 1950 р.н., Тарасенко Наталія Василівна, 1938 р.н. Сучасне виконання ансамблем цієї знаменитої пісні було записано для проекту "Поліфонія", а заспівує її Віра Панасівна Галіченко - та сама виконавиця, що й у мультику.
Петрівка "Ой до бору стежечка" звучить у мультфільмі з третьої строфи "Щоб до мене соловей прилітав". Її співають Олена Шевчук (заспів), Валентина Пономаренко (верхній голос), Поліна Арон і Тетяна Тонкаль (нижній голос) - учасниці фольклорного ансамблю Київської консерваторії, який пізніше отримав назву "Древо" . Саме запис репетиції цього ансамблю Едуард Назаров отримав в ІМФЕ ім. М. Рильського. Оригінал запису походить з південних теренів Середнього Полісся - села Неділище Ємільчинського району Житомирської області. Одноголосний варіант цієї пісні виконує Антоніна Матвієнко.
У 2019 році в НЦНК "Музей Івана Гончара" відбувся концерт за участі ансамблів, у виконанні яких звучать пісні "Та косив батько, косив я" і "Ой там на горі".

## Озвучення українською

### Любительський дубляж
У 1991 році мультфільм було повністю дубльовано на аматорській студії звукозапису українською мовою (в оригінальній версії текст був старословянською мовою, пісні — українською).
Ролі дублювали
| Актор            | Роль      |
| ---------------- | --------- |
| Сергій Решетник  | оповідач  |
| Тарас Житинський | Вовк      |
| Мирослав Литвак  | Пес Сірко |

Переклад: Любомира Наконечного

### Професійне двоголосе закадрове озвучення
У 2017 році було створено двоголосе закадрове озвучення на професійній студії «Так Треба Продакшн» (цю версію було показано телеканалами «НТН» і «К1»).
Ролі озвучували
| Актор             | Роль                |
| ----------------- | ------------------- |
| Володимир Терещук | Вовк                |
| Дмитро Терещук    | Пес Сірко, оповідач |

## Факти
.

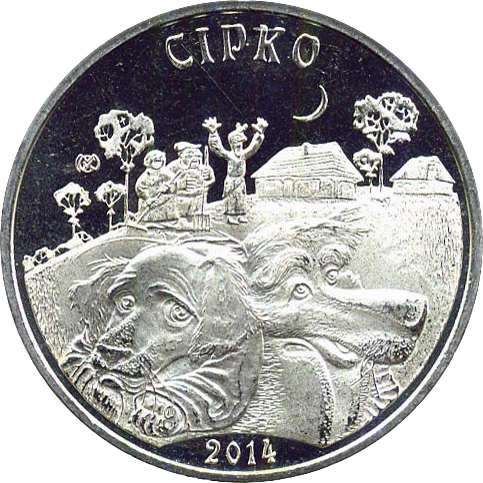
Казахська пам'ятна монета 2014 року

- Звук воза на початку мультфільму запозичено Назаровим з кінокартини «Чапаєв».
- Назаров писав сценарій мультфільму цілий рік.

## Пам'ятники
- Бронзовий пам'ятник Вовкові вагою близько 200 кг був споруджений у Томську в 2005 році. Автори — ливарник Максим Петров і консультант-художник Леонтій Усов. Вовк може вимовляти вісім фраз («Щас спою!», «Бог у поміч!», «Ну ти заходь, коли що!» та ін).
- Сталева скульптура Вовка вагою дві тони за ескізом художника Михайла Івашка встановлена в Ангарську Іркутської області в 2007 році. При погладжуванні по животу Вовка той каже «Щас спою!». Вовк «знає» також інші коронні фрази.
- У 2013 році у центрі Києва (вул. Олеся Гончара, 15/3) встановили дерев'яну скульптурну композицію Вовка і Пса, що сидять під столом. Автор — вінницький скульптор Володимир Заєць.

- Восени 2013 року у селі Святопетрівське Києво-Святошинського району встановили скульптурну композицію: на постаменті сидить Вовк, а поруч стоїть Пес. Композицію доповнено стилізованим плетеним тином.
- 19 грудня 2014 року Казахстанським монетним двором було випущено в обіг колекційну срібну монету із серії «Казки Народу Казахстану» — Сірко. На зворотному боці (реверсі) монети зображено персонажів української народної казки «Сірко», напис «СІРКО» українською мовою, число «2014» (рік карбування) і товарний знак Казахстанського монетного двору.
- 31 травня 2014 року в Кривому Розі на Театральному майдані по пр. Карла Маркса встановили скульптурну композицію «Друг» за мотивами мультфільму «Жив-був пес». Скульптура «Друг» — розробка київських скульпторів та архітекторів, допрацьована підприємцями Кривого Рогу.